# IFK Malmö Fotboll
Idrottsföreningen Kamraterna (IFK) Malmö eller Malmø-Kammeraterne, med kælenavnet "Kanariefuglerne" eller "Di Gule" på skånsk dialekt, er en af de mest meriterede fodboldklubber i Skåne, stiftet den 23. april 1899, kaldet for "alle Malmøidrætters moder", som introducerede bl.a. håndbold, bandy, ishockey, bowling og landhockey i byen.  Mest berømt er man dog indenfor fodbold hvor man er den historiske lokalkonkurrent til Malmö FF.
Intet lokalopgør i Skåne har haft så meget prestige, som opgøret mellem MFF og Malmø-Kammeraterne, hvor MFF (Di Blåe) var arbejderklassens klub, med tætte bånd til Socialdemokratiet  mens Kammeraterne (Di Gule) var den borgelige middelklasses klub.  Malmø-Kammeraterne, var den første klub i Sverige som fik succes i internationele sammenhæng, og nåede kvartsfinale i mestercupen (i dag Champions League), og spillede en historisk kamp mod Real Madrid foran 60.000 tilskuere. 
Spilledragten er gule trøjer og hvide bukser (med sort krave og manchet). Oprindelig brugte man et klubmærke/banner med den skånske grif (fra Erik af Pommerens danske byvåben)  , men i dag bruger man et blåt klubmærke.

I fodbold-VM 1958  mod Vesttyskland på Malmø Stadion foran 31.156 tilskuere, havde Argentina ikke medbragt et skiftesæt, så de var nødt til at låne et sæt gule skjorter fra værtsklubben, Malmø-Kammeraterne. Så skånske fodboldfans spøger ofte, at selv om Skåne aldrig deltog i verdensmesterskabet, har Di Gule gjort det.  